# Fran Pérez (ciclista)
Francisco Pérez Sánchez (n. el 22 de julio de 1978 en Murcia), conocido como Fran Pérez, es un ciclista español. Debutó como profesional en 2002 con el equipo portugués Porta da Ravessa. Actualmente compite en la modalidad de mountain bike.
En 2003 se convirtió en una se las revelaciones en los primeros meses de competición, tras ganar dos etapas en el Tour de Romandía. Sólo unos días después saltó su doble positivo por EPO en la ronda helvética, por la que fue sancionado con  18 meses de suspensión. 
Tras la Vuelta a Portugal de 2005, y antes de la Vuelta a España, fue fichado por el Illes Balears a petición personal de Alejandro Valverde, jefe de filas del equipo y compañero de entrenamiento por las carreteras murcianas, de categoría ProTour.
En enero de 2012 se anunció su baja por el Movistar Team y su paso a la modalidad de mountain bike, de mano del equipo español Wild Wolf-Trek.

## Palmarés
2003
- GP International MR Cortez-Mitsubishi, más una etapa
- 1 etapa del Tour de Romandía

2006
- Clásica de Almería

2015
- 1 etapa de la Titan Desert